# Museo de Biología (Estocolmo)
El Museo de Biología de Estocolmo (en sueco: Biologiska museet) se encuentra ubicado en la isla de Djurgården. Exhibe una colección de aves y mamíferos disecados y presentados en dioramas. Algunos de los fondos de diorama fueron creados por el artista Bruno Liljefors, conocido por sus pinturas dramáticas de fauna y flora escandinava. El museo fue construido en 1893 según el diseño del arquitecto Agi Lindegren, quien se inspiró en los templos cristianos medievales noruegos, construidos en madera, conocidos como Stavkirke.